# Lake, Quận Price, Wisconsin
Lake là một thị trấn thuộc quận Price, tiểu bang Wisconsin, Hoa Kỳ. Năm 2010, dân số của thị trấn này là 1.106 người.